# Arthrotus shibatai
Arthrotus shibatai es un coleóptero de la familia Chrysomelidae. Fue descrita científicamente por primera vez en 1984 por Kimoto.